# Robert Pléty
Robert Pléty, né le 29 juin 1921 à Rully et mort le 9 juillet 2011 à Chalon-sur-Saône, est un prêtre français de l’église catholique. Pédagogue et chercheur, il a contribué à renouveler l’approche de la pédagogie par ses travaux en éthologie consacrés à l’apprentissage en groupe.

## Biographie
Robert Pléty naît le 29 juin 1921 dans un milieu très modeste du petit bourg viticole de Rully (Saône-et-Loire) en Bourgogne. À l'âge de douze ans, il est orienté vers le petit séminaire de Rimont (commune de Fley, Saône-et-Loire) pour y poursuivre un cursus scolaire au terme duquel il opte pour la prêtrise. 
Il entre au grand séminaire d’Autun en 1940. Deux ans plus tard, en 1942, le supérieur du séminaire prend la décision de faire sortir les élèves pour une « prise de distance » avant de confirmer leur orientation. Ce sera pour Robert Pléty l’occasion de franchir illégalement la ligne de démarcation pour passer en zone libre. Il fait alors l’expérience des Chantiers de jeunesse dans le Vercors. Menacé d'être envoyé en Allemagne dans le cadre du Service du travail obligatoire, le groupe auquel il appartient se démobilise de lui-même et prend la fuite. Robert Pléty s’embauche alors à la mine des Télots, près d’Autun, ce qui lui évite l'Allemagne et le met au contact de la condition ouvrière ainsi que de la Résistance. Menacé, il doit cependant quitter la mine et rejoint le maquis ; il participe en septembre 1944 à la libération de Montceau-les-Mines, de Paray-le-Monial et d’Autun, opérations qui le conduisent jusqu’à la frontière suisse.
De retour au grand séminaire d'Autun, il poursuit sa formation en théologie. Bien que pressenti en raison de son profil intellectuel pour rejoindre les Jésuites ou les Dominicains, il demande à suivre un stage de docker à Marseille auprès du père Jacques Loew, dans le projet de devenir prêtre ouvrier. Toutefois, à l’issue de ce stage, sa demande, bien que d'abord acceptée, est refusée. N'aspirant pas à devenir enseignant, il demande alors un ministère rural.

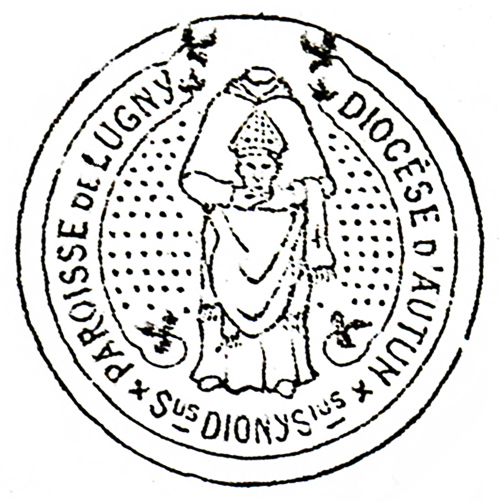
Une paroisse du Mâconnais : Lugny.

Ordonné prêtre le 27 mars 1947, il est affecté à Lugny, chef-lieu de canton du Mâconnais rural extrêmement déchristianisé, auprès du chanoine Joseph Robert. Celui-ci, curé-archiprêtre du lieu, y avait fondé une communauté sacerdotale – la communauté de prêtres de Lugny, créée en 1935 – ainsi qu’une école primaire, issue d’une garderie sociale mise en place pendant la guerre. Seul détenteur du baccalauréat dans l’équipe de prêtres, Robert Pléty est alors désigné pour enseigner au sein de l’école. Il restera trente-neuf ans à Lugny. Une stabilité plutôt rare qui lui permet d’effectuer un parcours original faisant interagir trois lignes de vie parallèles : celles de prêtre, d'enseignant et de chercheur.
À l'été 1986, au terme de sa carrière d’enseignant, il quitte Lugny et passe une année sabbatique à Los Angeles (Californie), où il suit un cursus universitaire sur la communication assistée par ordinateur à l’Annenberg School for Communication. À son retour, il est nommé en septembre 1987 délégué diocésain à la communication par Armand-François Le Bourgeois, évêque d'Autun, mission qu’il portera pendant près de dix ans, jusqu'à sa retraite du ministère paroissial (1996).
Il décède le 9 juillet 2011 et repose au cimetière de Rully, son village natal.

### Le prêtre

#### 1947: un prêtre communautaire

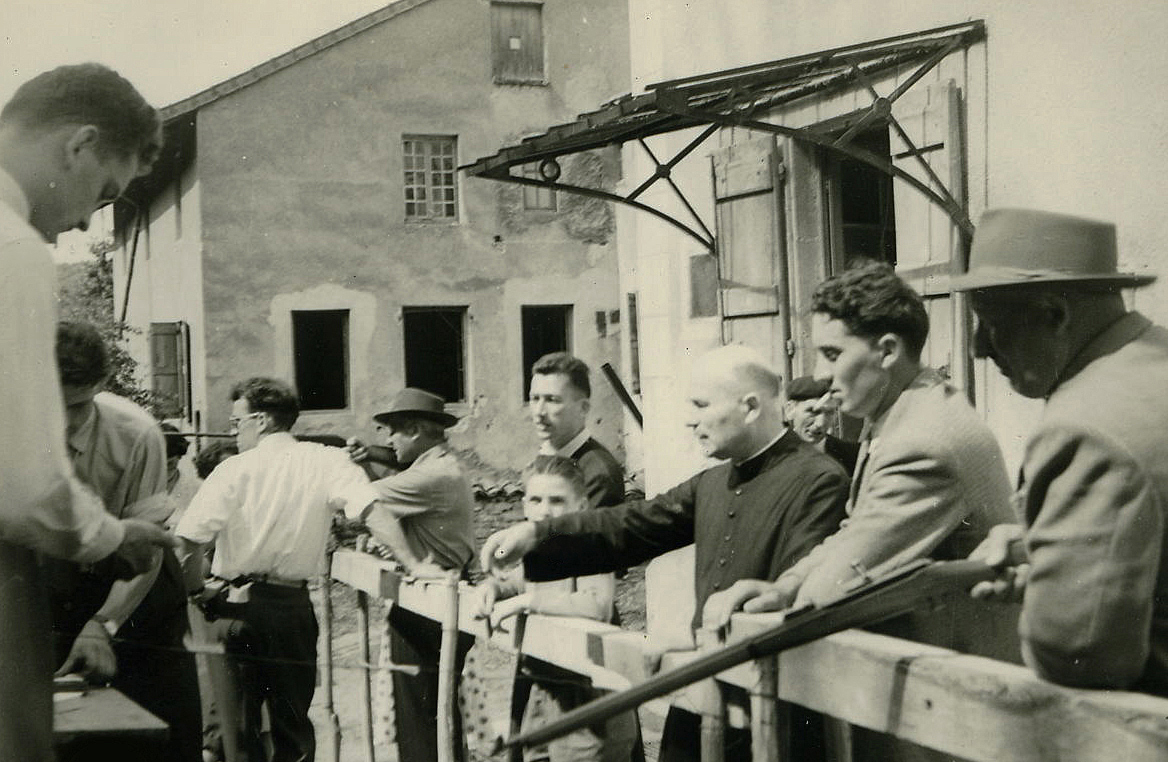
Le chanoine Robert et Robert Pléty lors d'une kermesse de l'école (fin des années 50).

À l’automne 1947, Robert Pléty rejoint le Haut-Mâconnais et la communauté sacerdotale de Lugny fondée en 1935 par le père Joseph Robert, communauté très originale dans le paysage ecclésiastique français créée pour répondre à une déchristianisation extrêmement marquée (situation confirmée en 1947 par la carte du chanoine Fernand Boulard).
Robert Pléty y poursuit sa réflexion théologique grâce aux personnalités invitées chaque été par le chanoine Robert pour y animer des sessions : Madeleine Delbrêl, les jésuites Prosper Monier et Donatien Mollat, entre autres, s’y rendront. 
Associant travail et adoration, l’équipe est également proche de la théologie du père René Voillaume, ou de mère Magdeleine de Jésus, ou encore de la communauté toute proche nouvellement installée par frère Roger à Taizé.
Très investi dans l’école dont il prend rapidement la direction, Robert Pléty participe à l’équipe pastorale et devient le bras droit du père Robert. Cette fonction particulière lui vaut d’être nommé chapelain épiscopal en 1962.

#### 1974: «L’expérience de Lugny»
En 1971, le rapport de Robert Coffy, évêque de Gap, intitulé « L’Église signe de salut au milieu des hommes », appelle la conférence épiscopale de France à proposer des innovations pastorales dans l’esprit du concile Vatican II. En 1974, Robert Pléty devient officiellement responsable de la communauté pastorale de Lugny. Sur la base d’un travail déjà engagé à La Roche-Vineuse entre 1965 et 1973, avec Joseph Guetton, prêtre lyonnais du Prado, un nouveau secteur paroissial se constitue couvrant le Mâconnais rural : Lugny, Senozan, La Roche-Vineuse.
À la demande d'Armand-François Le Bourgeois, évêque d'Autun, Robert Pléty engage une démarche de participation active des laïcs à la vie de l’église locale, rejoignant le courant théologique animé par le théologien Henri Denis (1921-2015), l'un des rédacteurs du décret conciliaire sur les prêtres, qu’il rencontre alors régulièrement à Lyon. L’équipe sacerdotale promeut, sous l’autorité de l’évêque d’Autun, un projet tendant à proposer aux couples en demande une alternative d’accueil aux sacrements du baptême et du mariage pour sortir du « tout ou rien » : ou sacrement impliquant un engagement dans la foi, ou aucun lien avec l’Église.
Avides d’insolite, les media, à l’époque, ont occulté les ressorts de cette innovation pastorale : il s’agissait d’abord d’accueillir les gens tels qu’ils sont, d‘entendre leur demande, de les accompagner, en leur proposant d’inventer leur chemin avec eux, grâce à des propositions diversifiées. Ainsi, en matière de baptême, il s’agissait de concevoir un cheminement de type catéchuménal, impliquant enfants et parents. La préparation aux sacrements puisait sa valeur dans le témoignage de la communauté ecclésiale : témoignage d’une « église-sacrement ». Sur le plan théologique, le travail de réflexion se poursuivait avec Henri Denis, Charles Paliard et André Barral-Baron (centre théologique de Meylan-Grenoble). Poursuivie par Armand-François Le Bourgeois malgré le battage médiatique qu’elle avait suscitée, cette pastorale sacramentelle fut abandonnée par son successeur, Raymond Séguy, en 1987.
Cette « expérience de Lugny » s’est accompagnée de la constitution progressive d’une « équipe d’animation pastorale » qui a fait connaître, mis en lien et suscité les initiatives de groupes de chrétiens concernés par un approfondissement théologique, la prière en commun, la vie de jeunes parents ou de retraités, le monde rural, une animation pour les collégiens ; une nouvelle répartition en trois secteurs géographiques a permis d’instaurer une plus grande proximité avec les habitants.
En 1977, une évaluation du chemin parcouru faisait paraître la nécessité pour cette équipe d’envisager l’avenir d’une vie d’Église fragilisée par la diminution du nombre de prêtres en développant une prise en charge partagée de l’animation pastorale avec les laïcs. Aidée par un conseil extérieur, l’équipe décide alors de « mettre en place des moyens de formation pour ceux qui souhaitent exercer des responsabilités ». Les célébrations dominicales furent assumées tantôt par une messe, tantôt par une « assemblée dominicale en l’absence de prêtre » : prière et partage de la parole, suivant un calendrier prévisionnel. Un fonctionnement en réseau, avec d’autres paroisses, du Tonnerrois ou de Cagnes-sur-Mer, permettait les échanges d’expériences.
En 1981, l’équipe d’animation pastorale (EAP) est composée de 13 membres dont 4 prêtres ; elle prépare son renouvellement en faisant un appel à candidatures dans l’ensemble du secteur à l’occasion de la fête de Pâques. Robert Pléty cède sa place de responsable de la communauté au père Georges Dufour. L’EAP est désormais représentée auprès de l’évêque par deux responsables, un prêtre et un laïc. Elle publie ses projets : pour cette année-là, l’animation de groupes de jeunes. En 1985, Robert Pléty soutient sa thèse de doctorat d'État ès sciences et prépare son départ de Lugny en lien avec la fin de sa carrière d’enseignant (1986). L’expérience se poursuivra jusqu’au départ de Georges Dufour, nommé vicaire épiscopal à Mâcon en 1989 ; la relève sera alors assurée par le père Jean Cuisenier, jusqu’en 2000.

#### 1987: la communication dans le diocèse d’Autun
De retour de son année sabbatique aux États-Unis, Robert Pléty est nommé en septembre 1987 délégué diocésain à la Communication par Armand-François Le Bourgeois, mission qu’il portera pendant près de dix ans, produisant une réflexion sur les différents courants religieux du catholicisme présents dans le diocèse d’Autun. Il publie à cette époque, chez Desclée de Brouwer, « Église ordinaire et communautés nouvelles » (1994). 
Cette fréquentation nourrit une réflexion dense sur l’Église confrontée aux évolutions rapides de la société, autour d’une question centrale : Comment annoncer l’Évangile au monde contemporain ? Il collabore activement au service Chrétiens Média jusqu’à sa dissolution par l’épiscopat en 1992. Il entretient des échanges étroits à Lyon avec Henri Bourgeois au sein du groupe Médiatech créé en 1987, groupe dont l’objectif était de développer une théologie de la communication. Il poursuit cette relation jusqu’à la dissolution du groupe en 2002, puis participe au réseau Blaise Pascal engagé dans une réflexion sur les rapports entre science, cultures et foi.

#### 1996: vie en laïc
Dégagé de tout ministère paroissial à partir de 1996, Robert Pléty poursuit sa vie d’Église « en laïc », accompagnant divers groupes confessionnels chalonnais (Conférence Saint Vincent de Paul, Mouvement des Cadres Chrétiens) ; il s’investit dans le dialogue inter-religieux et dans ses manifestations locales, telles qu’une exposition sur la Bible en 2008 à l’hôpital de Chalon-sur-Saône.

### Le pédagogue

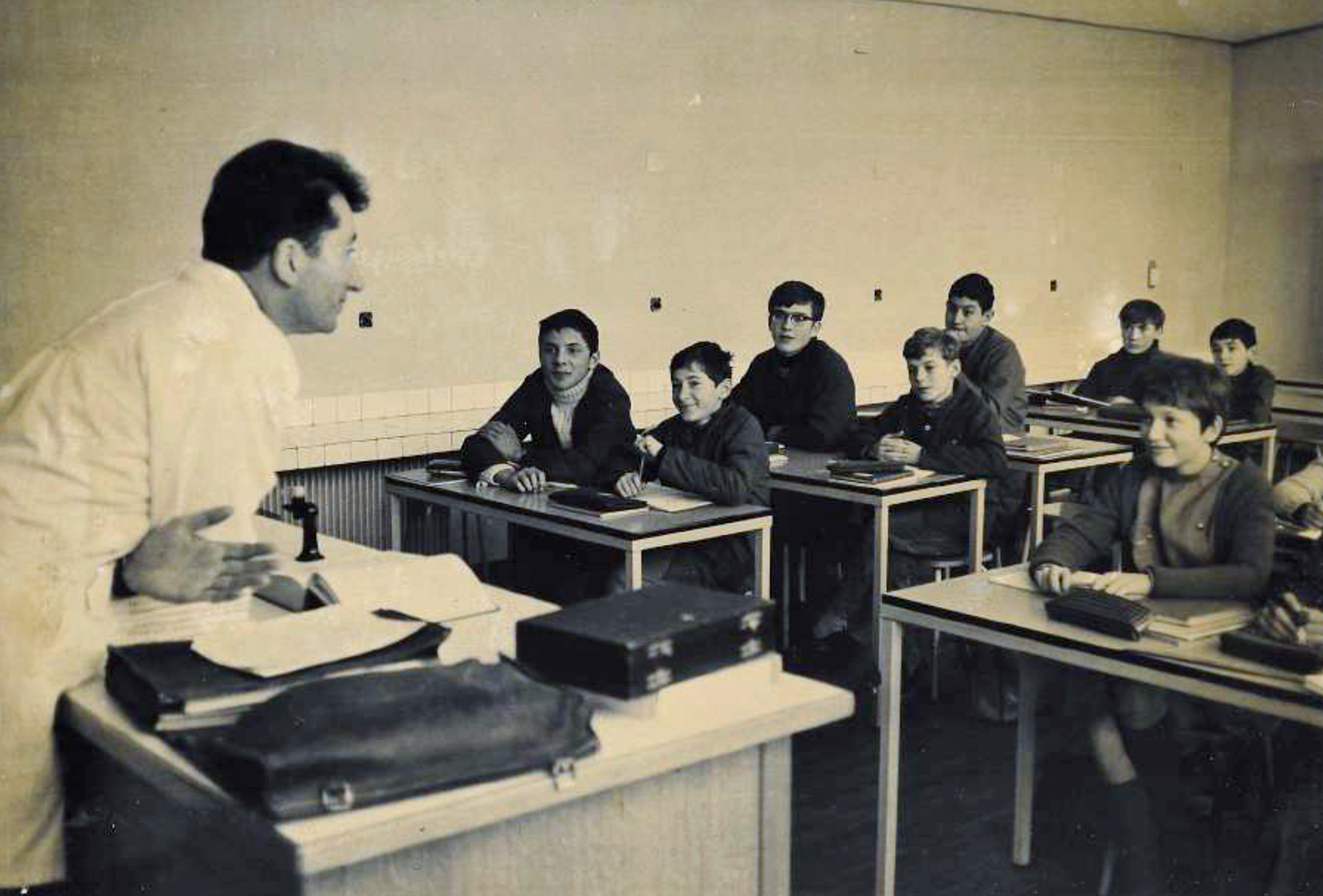
Robert Pléty en professeur, devant ses élèves de l'école privée de Lugny.

Tout d’abord instituteur dans l’école privée catholique de Lugny, Robert Pléty fait évoluer l’établissement de façon à accompagner le cursus scolaire des élèves accueillis : il crée en 1951 un cours complémentaire, qui évolue à son tour en collège en 1978. Il met en avant des valeurs pédagogiques et éducatives telles la nécessité de la collaboration au sein de la communauté éducative ou encore l'intérêt pédagogique de l'usage de l'informatique.
Il y assure l’enseignement des mathématiques et des sciences tout en étant directeur de l’établissement doté dès l’origine d’un internat.
Dès la fin des années 50, Robert Pléty ressent la nécessité d’entamer un cursus universitaire pour consolider son métier d’enseignant et accompagner l’école privée de Lugny dans les mutations en cours. Il entreprend alors des études universitaires à Lyon 1 et passe une licence de biologie en 1963 ; puis il obtient un DES de sciences naturelles, en 1967. Dès cette époque, il perçoit l’intérêt du travail de groupe entre pairs dans l’apprentissage scolaire et l’expérimente dans ses propres classes de mathématiques et de sciences naturelles. Il décide alors de vérifier scientifiquement ces constats empiriques.
Sous la direction du professeur Jean-Marie Legay, il soutient en 1978 une thèse de 3e cycle en biométrie intitulée « Contribution du travail de petits groupes à l’apprentissage scolaire en mathématiques ». Sa rencontre avec le professeur Jacques Cosnier, promoteur de l’éthologie humaine en France à travers ses travaux sur l’épigénèse interactionnelle, est décisive. Elle l’engage dans une observation au long cours de groupes d’élèves en situation de résoudre des problèmes de mathématiques. « Il donne son cours de mathématiques suivi d'un exercice pour repérer les élèves qui ont compris et ceux qui n'ont pas compris. Il les divise alors en groupe de deux, trois ou quatre, certains composés uniquement d'élèves n'ayant pas compris, d'autres composés d'élèves ayant tout compris, et d'autres encore d'un mélange des deux. Il observe ensuite ce qui se passe lorsqu'il leur donne à nouveau à faire le même exercice […] ou un nouvel exercice. […] Les résultats sont impressionnants : dans le cas de groupes mixtes, le taux de réussite augmente de 75 % ! […] La surprise vient des groupes d'élèves qui avaient tous échoué : après avoir été mis ensemble, 24 % d'entre eux réussissent l'exercice. » signale Matthieu Ricard dans son livre Plaidoyer pour l'altruisme. 
En référence aux travaux de Jean Piaget ou du psychologue pédagogue soviétique Lev Vygotski, mais aussi de l’ethnométhodologie popularisée par l'anthropologue Edward T. Hall ou le sociologue Harold Garfinkel aux États-Unis, il met en lumière le rôle positif des interactions verbales et gestuelles entre élèves dans l’apprentissage cognitif : sa thèse d’État ès sciences, soutenue en juillet 1985, sera à l’origine de son ouvrage intitulé L’apprentissage coopérant publié aux Presses universitaires de Lyon en 1996).
Il étend sa réflexion sur les potentialités du groupe à l’andragogie dans un ouvrage intitulé Comment apprendre et se former en groupe (Retz, 1998), synthèse réflexive de ses vingt années de recherches sur l’articulation entre l’individuel et le collectif dans les apprentissages cognitifs. L'ouvrage, à la fois théorique et pratique, est destiné aux praticiens de l'enseignement et de la formation. S'appuyant toujours sur les travaux de Lev Vygotski, Cousin, Dewey ou de l'école de Genève, il y définit la notion de coopérabilité.

### Le chercheur en éthologie
Associé au Laboratoire d’éthologie des communications du professeur Jacques Cosnier à Lyon, Robert Pléty poursuit sa réflexion au-delà de sa carrière d’enseignant, approfondissant l’apport de l’éthologie humaine à une connaissance des interactions humaines fondée sur une observation intégrant langage parlé et gestualité. 
À l’intention des étudiants, il rédige avec les collègues du laboratoire un ouvrage de référence sur les méthodes de l’éthologie : Éthologie des communications humaines : aide-mémoire méthodologique (Presses universitaires de Lyon, 1993), ouvrage dans lequel il intègre les possibilités nouvelles offertes par l’analyse des données. Participant à divers groupes de réflexions, sa recherche prend une dimension plus anthropologique.
C’est ainsi qu’il s’engage au début des années 2000 dans un nouveau terrain d’expérimentation développé à Nancy par l’alliance « Artem » sur une conception originale de Claude Cremet, directeur de l’École nationale supérieure des mines de Nancy. Ce projet de recherche interdisciplinaire sur l’innovation associe trois instituts de formation universitaires : l’École des Mines de Nancy, l’École des Beaux Arts et l’École de commerce. Pendant trois ans, il observe des groupes d’étudiants à partir d’une méthode spécifiquement mise au point pour cette recherche. Au-delà de l’apprentissage, il aborde la potentialité du groupe placé en situation de création. En septembre 2006, il conclut ce parcours par un rapport intitulé « Innovation, inter culturalité, conscientisation et Apprentissage », dans lequel il s’attache aux fondements épistémologiques d’une pédagogie contemporaine pour l’enseignement supérieur.

## Publications

### Ouvrages
- Robert Pléty, Ethologie de l’interaction chez des enfants du 1er cycle de l’enseignement secondaire au cours d’un apprentissage des mathématiques en groupes dans la résolution de problèmes, thèse de doctorat d’État es Sciences, Lyon 1, 1985.
- Robert Pléty, Ethologie des communications humaines, aide-mémoire méthodologique, Presses universitaires de Lyon, 1993  (ISBN 2-7297-0462-0).
- Robert Pléty, L’apprentissage coopérant. ARCI - Presses universitaires de Lyon, 1996  (ISBN 2-7297-0535-X).
- Robert Pléty, Comment apprendre et se former en groupe, Éditions Retz (collection Pédagogie), 1998 (143 pages)  (ISBN 2725619270).
- Robert Pléty, Eglise ordinaire et communautés nouvelles, Desclée de Brouwer, 1994  (ISBN 2-220-03500-X).
- Robert Pléty, À la découverte du Rabbi de Nazareth. Le témoignage des disciples de Jésus., Domuni-Press (collection Théologie), juillet 2021 (98 pages)  (ISBN 978-2-36648-156-3).
- Robert Pléty, À la rencontre du Rabbi de Nazareth. Aujourd'hui, le Royaume..., Domuni-Press (collection Théologie), septembre 2021.

### Articles et rapports
- « Quand sciences humaines et foi chrétienne se côtoient », revue Connaître, n° 15, décembre 2001, pp. 64-73, Association Foi et culture scientifique, réseau Blaise Pascal.
- « Réflexions sur une expérience de travail de groupe de deux partenaires », Arts et techniques pédagogiques, IV, 1971, n° 521, Société Alfred Binet & Théodore Simon.
- « Contribution du travail en petits groupes à l’apprentissage en mathématiques des élèves de 4e ». IMAG, janvier 1982, n° 31, séminaire de didactique et pédagogie des mathématiques.
- « Travail en groupe et apprentissage coopérant », Connexions, no 69, Toulouse, Erès, 1997.
- « Chapitre 6. Le groupe d’apprentissage en enseignement et formation », dans : Claudie Solar (direction), Le groupe en formation des adultes, Louvain-la-Neuve, De Boeck Supérieur (« Perspectives en éducation et formation »), 2001, pp. 115-134.
- « Innovation, interculturalité, conscientisation et apprentissage : Contribution à l’étude de l’innovation dans les processus d’apprentissage collectif en milieu interdisciplinaire et interculturel », rapport de recherche d'Artem, septembre 2006, 150 p.
- « Pour une pédagogie de l’innovation » avec Claude Cremet, février 2008, Colloque « Questions de pédagogies dans l’enseignement supérieur », 5e édition, Brest, 17-20 juin 2008.

### Documents sonores
- « Le Passant de Sainte-Cécile », décembre 2010, DVD Media Passions, 2012.

## Distinctions
En juillet 1998, Robert Pléty avait été fait chevalier de l’ordre des Palmes académiques.

## Mémoire
À l'été 2012, une association ayant son siège à Lugny s'est créée pour inventorier et valoriser l'œuvre de Robert Pléty, nommée « Présence Robert Pléty », dont l'activité est : « Inventaire et valorisation de l'œuvre de Robert Pléty ; plus largement l'association se propose de susciter des démarches innovantes et des réseaux tendant à développer le dialogue entre pensée religieuse, philosophie et sciences. »
L’association a notamment pris part les 18 et 19 janvier 2018 à des journées d'études organisées sur le thème de l'apprentissage coopérant (et des interactions groupales) : le colloque mis sur pied par le laboratoire ICAR de l’École normale supérieure de Lyon, intitulé Co-élaborer des connaissances en petits groupes : regards croisés autour des travaux pédagogiques et de recherche de Robert Pléty, qui avait pour objectif une « mise à jour des travaux contemporains réalisés sur ces thèmes ».
En 2021, chez Domuni-Press (collection Théologie), l'association a fait publier, successivement, deux ouvrages rassemblant des écrits de Robert Pléty consacrés au « Rabbi de Nazareth » (Robert Pléty, jusqu'à la toute fin de sa vie, a accompagné des groupes désireux de témoigner de l'actualité du message évangélique dans le monde contemporain) : À la découverte du Rabbi de Nazareth. Le témoignage des disciples de Jésus. et À la rencontre du Rabbi de Nazareth. Aujourd'hui, le Royaume....
Le 14 novembre 2024, à l'initiative de cette association, les archives laissées par Robert Pléty, conservées jusque-là dans l'une des tours du château de Lugny, ont été confiées aux Archives départementales de Saône-et-Loire, où elles seront désormais consultables. Ultérieurement seront également transférées aux Archives départementales les archives numériques laissées par Robert Pléty.

## Sources et bibliographie

### Ouvrages
- « Mémoire de l'école privée de Lugny "La Source" : 1943-2013, 70 ans d'aventure humaine », 2013. Ouvrage collectif de cent douze pages (+ CD-ROM de 700 photographies) édité par l'Amicale des anciens élèves de l'école libre de Lugny pour le 70e anniversaire de la fondation de l'école privée de Lugny (mai 1943).
- Frédéric Lafarge, Une école catholique en Mâconnais après-guerre : Lugny. Souvenirs de Paul Coulon, ancien élève (1946-1952), Amicale des anciens élèves de l'école « La Source », Lugny, 2023  (ISBN 978-2-9587944-0-8).
- Jean-Noël Clerc, Histoire d’une école (l’école privée de Lugny de 1942 à nos jours), mémoire de licence, UER de l’Education, Lyon II, 1970.
- David Duc, Déchristianisation et mission en Mâconnais, la communauté sacerdotale de Lugny-lès-Mâcon et son évolution de 1935 à 1965, Mémoire de maîtrise d’histoire, Université Lumière Lyon II, septembre 1998.
- Armand-François Le Bourgeois, Un Evêque français, Desclée de Brouwer, 1986, pp. 192-195  (ISBN 2-220-02604-3).
- Denis Baudot, L’inséparabilité entre le contrat et le sacrement de mariage : la discussion, Université grégorienne, 1987.
- Henri Denis, Les quatre portes du temple, Desclée de Brouwer, 1992.
- Matthieu Ricard, Plaidoyer pour l’altruisme, la force de la bienveillance, NiL éditions, Paris, 2013, pp. 612-613.
- Edward T. Hall, La dimension cachée, Éditions du Seuil, collection « Points », Essais, 1966.
- Frédéric Lafarge, Monseigneur Joseph Robert (1898-1987) : Une communauté missionnaire en Mâconnais : Lugny, Les Foyers communautaires et l'Amicale des anciens élèves de l'école « La Source », Lugny, 2019  (ISBN 978-2-9570533-0-8).
- Jean-François Arnoux, Visages du diocèse d'Autun. 1962-2012 : 50 ans d'histoire, 2013, 694 pages.

### Revues
- « Mariage, une expérience, une réflexion dans le diocèse d’Autun », revue Église d’Autun, 6 décembre 1974, no 6/1975.
- « Prêtre, pédagogue, chercheur : il y a 10 ans disparaissait le père Robert Pléty », revue Église d’Autun, 2 juillet 2021, no 13, pages 424 à 428 (contribution de l'association « Présence Robert Pléty » et de Frédéric Lafarge).

### Interview
- Interview du père Robert Pléty par Frédéric Lafarge, Lugny, 3 mars 2008 (archives de l'association Présence Robert Pléty de Lugny).